# Kyma (Mesen)
Die Kyma (russisch Кыма) ist ein rechter Nebenfluss der Mesen in der Oblast Archangelsk in Nordwestrussland.
Die Kyma entspringt an der Westflanke des Timanrückens. Sie fließt zuerst nach Nordwesten, wendet sich aber dann nach Süden, bevor sie auf die Mesen trifft. Ihre wichtigsten Nebenflüsse sind Lopija von rechts, sowie
Tscholus, Sesja und Bolschaja Wisenga von links.
Das Tal der Kyma ist weitgehend unbewohnt. Lediglich am Unterlauf und an der Mündung befinden sich drei Dörfer.
Die Kyma hat eine Länge von 219 km. Sie besitzt ein Einzugsgebiet von 2630 km². Sie wird maßgeblich von der Schneeschmelze gespeist.